# Societat Botànica de França
La Societat Botànica de França, en francès Société Botanique de France (SBF) és una societat científica fundada el 24 de maig de 1854. Des de la seva inauguració es va fixar de concórrer al progrés de la Botànica i de les Ciències que l'acompanyen i de facilitar, per tots els mitjans disponibles, els estudis i els treballs dels seus membres (article 2 dels estatuts originals).

## La fundació
Aquesta creació va tenir lloc en la reunió de quinze botànics, qualificats per la condició de membres fundadors, reunits el 12 de març de 1854 : 
- Antoine François Passy (1792-1873)
- Adolphe Brongniart (1801-1876), professor del Museu Nacional d'Història Natural
- Joseph Decaisne (1807-1882), professor del Museu Nacional d'Història Natural
- Horace Bénédict Alfred Moquin-Tandon (1801-1863)
- Comte Hippolyte Jaubert (1798-1874)
- Louis Graves (1791-1857), director general forestal
- Vicomte de Noé
- Timothée Puel (1812-1890)
- Charles Philippe Robin (1821-1885), inspector principal de divisions de Ponts i Camins
- Alphonse Maille (1813-1865)
- Ernest Staint-Charles Cosson (1819-1889)
- Pierre Étienne Simon Duchartre (1811-1894)
- Wladimir de Schoenefeld (1816-1875)
- Adolphe De Bouis (1804-1878), doctor en medicina
- Jacques Nicolas Ernest Germain de Saint-Pierre (1815-1882)

Tres d'aquests participants, L. Graves, A. Passy i W. de Schoenefeld, van formar una comissió i van establir els estatuts inspirats en la Societat geològica de França, creació de la qual Louis Graves havia participat. La Societat geològica de França els va facilitar un lloc per a les primeres reunions de la SBF. Durant la primera reunió oficial, que comptava amb l'acord del prefecte de policia, del 24 de maig de 1854, es va crear un comitè: 
- A. Brongniart, president
- J. Decaisne, D. Delessert, H. Moquin-Tandon, vicepresidents
- W. de Schoenefeld i P. Duchartre, secretaris
- T. Puel i I. Cosson, prosecretarios
- Caillette de l'Hervilliers, tresorer
- de Bonis, arxivista

El 1868, la SBF se situa en un local de la Societat central d'horticultura de França, para en 1949, posseir la seva pròpia dependència en la Facultat de Farmàcia de París. Va ser reconeguda com d'"utilitat pública" per decret del 17 d'agost de 1875. En els anys 1920, diferents herbaris conservats per la Societat van ser reubicats en diferents institucions per assegurar una conservació millor que la Societat no era capaç de cobrir.

## Publicacions
Va començar publicant des dels seus orígens les minutes de les seves sessions tant ordinàries com extraordinàries, i revisions de bibliografia. Les sessions extraordinàries s'efectuaven en diferents ciutats de França, a fi que els membres de províncies poguessin també participar en aquestes activitats de la societat. Després, es van organitzar excursions de botànics, a França i a l'estranger, regularment.
La SBF publica avui dia dues publicacions : 
- Acta botànica (trimestral), on un nombre d'abonats significatius està subscrit
- Journal de Botanique, on l'abonament està lligat a la cotització i on es publiquen els resums de les excursions botàniques

La SBF regula diversos premis i recompenses com el Premi de Coincy adoptat el 1904 i que recompensa recerques en taxonomia.
La Societat va tenir 162 membres en el primer any, després va oscil·lar entre 500 a 800. La societat està oberta a les dones des del seu origen, el seu primer membre femení va ser Elisa de Vilmorin (x-?1868), vídua de Pierre Louis François Levêque de Vilmorin (1816-1860).

## Les últimes accions
La SBF ha llançat un projecte el 2001 per al desenvolupament d'una flora de França. I s'ha emprès la digitalització del Bulletin i del Journal.
El 2004, hi va haver un col·loqui de cent cinquanta persones, encara que van participar 105 botànics. Es va efectuar una presentació històrica de la Societat, de les comunicacions sobre la Botànica francesa d'avui dia, del seu esdevenir, així com del seu ensenyament. L'assemblea general de 2005 va ser ocasió de reafirmar el rol d'aquesta organització : és important que, [...], per al futur, un rol molt important en la defensa i en la promoció de la botànica a França, en matèria de contribució científica i en termes de representació europea i internacionals.

## Font
- François Pellegrin. 1954. Un siècle de Société de botanique de France. Bulletin de la Société botanique de France, suplement al N° 101 : 17-46